# Strefa mroku
Strefa mroku (ang. The Twilight Zone) – amerykański antologiczny, fantastyczny serial telewizyjny, autorstwa Roda Serlinga. Pierwszą serię wyemitowano w latach 1959–1964 w telewizji CBS, następnie, w latach 1985–1989 i 2002–2003 powstały odpowiednio seria druga i trzecia.
Serial cieszył się w USA dużą popularnością i na trwałe wpisał się w historię amerykańskiej kultury masowej. Słynna jest zwłaszcza ścieżka dźwiękowa.
Powstało wiele produkcji, wzorowanych na Strefie mroku: komiks, cykl słuchowisk radiowych (ze Stacy Keachem w roli narratora), sztuki teatralne, gra na flippery oraz film fabularny w reżyserii Stevena Spielberga.
Serial otrzymał nagrodę Hugo w kategorii najlepsza prezentacja dramatyczna aż trzykrotnie: w latach 1960, 1961 i 1962.
W Polsce pod koniec lat 80. emitowano odcinki drugiej serii. W telewizji Canal+ w paśmie odkodowanym w latach 90. emitowano również odcinki serii pierwszej.

## Pierwsza seria (1959–1964)

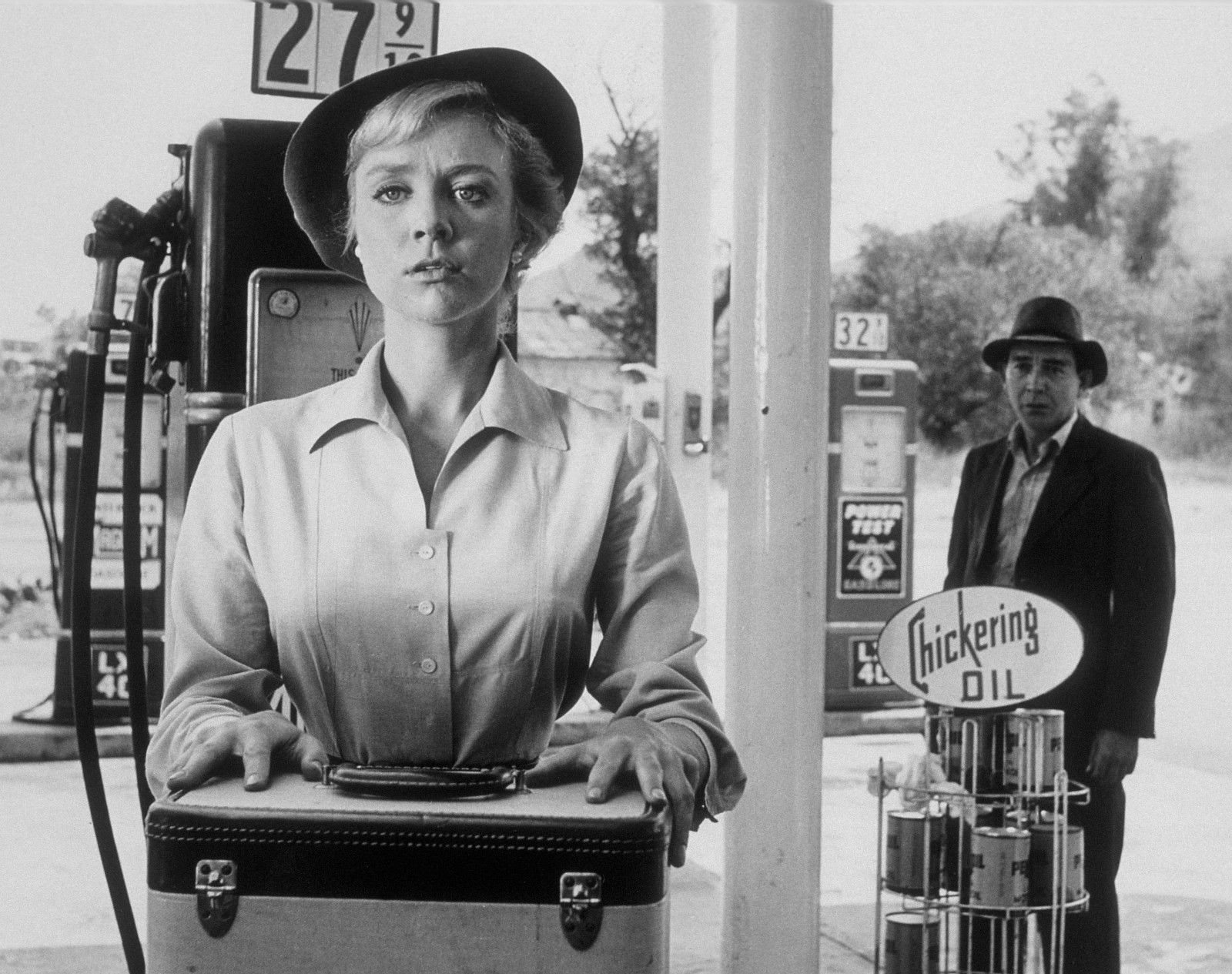
Kadr z pierwszej serii serialu

Autorami scenariuszy odcinków byli m.in.: Ray Bradbury (1 odcinek), Charles Beaumont (22) i Richard Matheson (16). Wiele odcinków było opartych na klasycznych dziełach autorstwa m.in.: Ambrose’a Bierce (1 odcinek), Lewisa Padgetta (1) czy Damona Knighta (1).
W serialu wystąpili m.in.: Charles Bronson (1 odcinek), Lee Marvin (2), Cliff Robertson (2), Jack Warden (2), Martin Landau (2), Burgess Meredith (4), Robert Redford (1), Paul Mazursky (3), William Shatner (2), Bill Erwin (4), Jack Klugman (4), John Anderson (4), George Mitchell (4) i Cyril Delevanti (4). Reżyserami odcinków byli m.in. Richard Donner (6 odcinków), Don Siegel (2), John Brahm (12), Douglas Heyes (9), Buzz Kulik (9), Lamont Johnson (8), Richard L. Bare (7), James Sheldon (6), Don Medford (5) i Montgomery Pittman (5).
Serial zdobył trzykrotnie nagrodę Hugo dla najlepszej prezentacji dramatycznej i trzykrotnie nagrodę Emmy (1960 i dwie w 1961).

### Obsada
- Rod Serling – wystąpił we wszystkich 156 odcinkach
- Robert McCord – 23 odcinki (w latach 1959-64)
- Jay Overholts – 8 odcinków (1959-62)
- James Turley – 5 odcinków (1959-62)
- Vaughn Taylor – 5 odcinków (1959-64)
- David Armstrong – 5 odcinków (1961-63)
- Bill Erwin – 4 odcinki (1959-63)
- S. John Launer – 4 odcinki (1959-63)
- Burgess Meredith – 4 odcinki (1959-63)
- Nan Peterson – 4 odcinki (1959-64)
- Jack Klugman – 4 odcinki (1960-63)
- John Anderson – 4 odcinki (1960-63)
- Barney Phillips – 4 odcinki (1960-63)
- George Mitchell – 4 odcinki (1960-63)
- Jon Lormer – 4 odcinki (1960-63)
- Lew Brown – 4 odcinki (1960-63)
- J. Pat O’Malley – 4 odcinki (1960-64)
- Cyril Delevanti – 4 odcinki (1961-63)
- John McLiam – 4 odcinki (1961-63)
- Gladys Cooper – 3 odcinki (1962-64)
- Albert Salmi – 3 odcinki (1960-63)

## Druga seria (1985–1989)
Tu scenariusze pisali m.in.: Harlan Ellison, J. Michael Straczynski, George R.R. Martin i Theodore Sturgeon, adaptowano utwory Grega Beara, Raya Bradbury’ego, Arthura C. Clarke, Harlana Ellisona, i Stephena Kinga.
Poszczególne odcinki reżyserowali Wes Craven, Jeannot Szwarc, William Friedkin i Ryszard Bugajski. W serialu wystąpili m.in.: Bruce Willis, Morgan Freeman, Martin Landau, Jonathan Frakes, Tim Russ, Jenny Agutter i Fred Savage.

## Trzecia seria (2002–2003)
Wśród reżyserów byli Bob Balaban i Lou Diamond Phillips. Muzykę skomponował Mark Snow. Narratorem był Forest Whitaker.

## Czwarta seria (od 2019)
Serial tworzony jest przez Simona Kinberga, Jordana Peele’a i Marco Ramireza.